# ОШ „Војвода Мишић” Савски венац
ОШ „Војвода Мишић” једна је од основних школа у општини Савски венац. Налази се у улици Др Милутина Ивковића 4, а основана је 1934. године.

## Историјат
Школа је добила име по Живојину Мишићу, српском и југословенском војводи. Прва одељења школе почела су са радом 1934. године, а издвојено одељење „Његош” постало је самостална државна народна школа „Војвода Мишић” током школске 1935/36. године. Током школске 1955/56. године школа прераста у осмогодишњу школу.
Нова школска зграда, коју школа и данас користи, налази се у Улици  др Милутина Ивковића бр. 4. Школска зграда изграђена је 1962. године, а званично је почела са радом 1. октобра исте године.
Дан школе обележава се 15. децембра, када је окончана Колубарска битка, након које је Живојин Мишић, командант Прве српске армије и најзаслужнији за победу Србије у Колубарској бици, након битке унапређен у чин војводе.